# TBN 차차차 (대구)
이소영의 TBN 차차차는 TBN 대구교통방송(대구 FM 103.9, 김천 FM 95.9MHz)에서 평일 오후 2시 5분부터 3시 55분까지 방송되는 대구, 경북지역의 라디오 교양, 오락, 트로트, 최신음악 프로그램이다.

## 프로그램 소개
- 졸립고 나른한 오후 2시! 경쾌한 트로트와 활력 넘치는 차차차와 함께 하세요!

## 요일별 코너

### 월요일
- 트로트 인생사(트민남 MC조현기)

### 화요일
- 차차차 The Live

### 수요일
- 만세랑 놀자 : (월1) 음성연출가 이만세에게 배워보는 개인기와 성대모사
- 정호의 콘서트 : (월1) 작곡가 김정호가 꾸미는 기타 라이브 콘서트 (작곡가 김정호 출연)
- 주철환의 음악동네 : (월1) 주철환 교수와 함께 나눠보는 음악과 인생
- 월간 낚시왕 : (월1) 낚시 소개

### 목요일
- 유쾌상쾌통쾌 수다(MC 달래)

### 금요일
- 윤정아의 차곡차곡 (가수 윤정아)